# DN Galan 1971

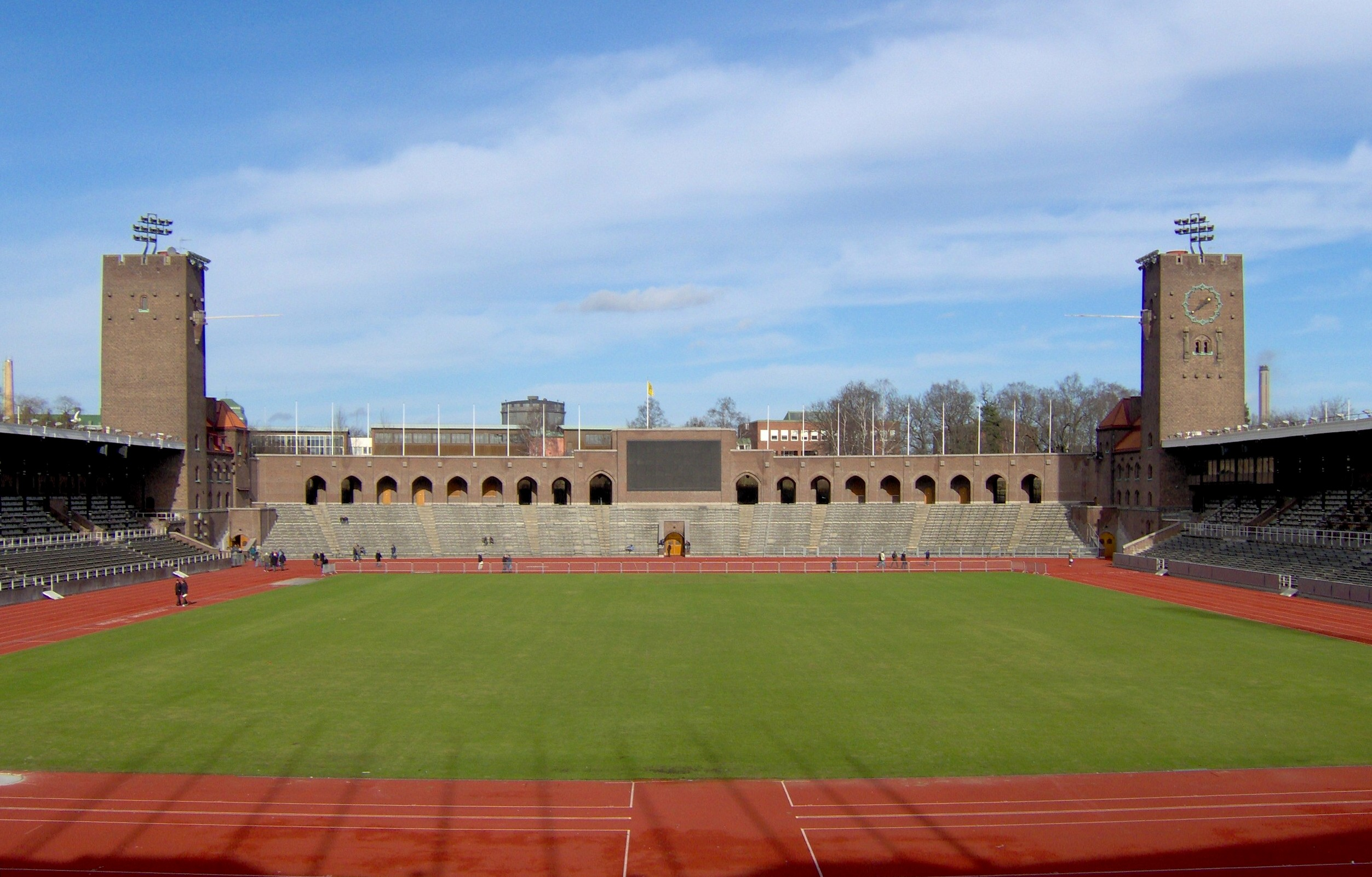
Stadion w Sztokholmie

DN Galan 1971 – mityng lekkoatletyczny, który odbył się na stadionie olimpijskim w Sztokholmie 7 lipca 1971 roku.

## Rezultaty

### Mężczyźni
| Konkurencja           | 1. miejsce                 | 1. miejsce | 2. miejsce               | 2. miejsce | 3. miejsce                            | 3. miejsce |
| --------------------- | -------------------------- | ---------- | ------------------------ | ---------- | ------------------------------------- | ---------- |
| 100 m                 | Jean-Louis Ravelomanantsoa | 10,3       | Per-Olov Sjöberg         | 10,6       | Anders Faager                         | 10,6       |
| 200 m                 | John Smith                 | 21,0       | Anders Faager            | 21,2       | Julius Sang                           | 21,3       |
| 400 m                 | John Smith                 | 46,4       | Len van Hofwegen         | 46,9       | Jay Elbel                             | 47,0       |
| 800 m                 | Robert Ouko                | 1:47,4     | Tom van Ruden            | 1:47,5     | Ulf Högberg                           | 1:48,7     |
| 1500 m                | Tony Polhill               | 3:42,7     | Tom B Hansen             | 3:43,8     | Ben Jipcho                            | 3:44,0     |
| Bieg na milę          | Kipchoge Keino             | 3:54,4 SB  | Ulf Högberg              | 3:57,6 NR  | John Mason                            | 3:59,2     |
| 5000 m                | Tony Benson                | 13:36,2    | Kipchoge Keino           | 13:36,4    | Kerry Kearoe                          | 13:42,8    |
| 10 000 m              | Gaston Roelants            | 28:22,0    | Nedo Farcic              | 29:14,4    | Jörn Lauenborg                        | 29:45,4    |
| 3000 m z przeszkodami | Sverre Sörnes              | 8:35,2     | Takakaru Koyama          | 8:35,2     | Anders Gärderud                       | 8:35,8     |
| 110 m przez płotki    | Bo Forssander              | 14,1       | Haakon Fimland           | 14,1       | Kenth Olsson                          | 14,6       |
| 400 m przez płotki    | Ralph Mann                 | 51,0       | Terry Musika             | 51,4       | Torsten Torstensson                   | 51,5       |
| Sztafeta 4 × 400      | Pacific Coast Club         | 3:07,4     | Brigham Young University | 3:12,4     | Drużyna mieszana                      | 3:13,2     |
| Skok wzwyż            | Jan Dahlgren               | 2,18       | Christer Celion          | 2,10       | Jan Olsson Ingemar Nyman Aari Alarotu | 2,05       |
| Skok o tyczce         | Hans Lagerqvist            | 5,20       | Steve Smith              | 5,10       | Dick Railsback                        | 5,00       |
| Skok w dal            | Henry Hines                | 7,78       | Stig Fässberg            | 7,35       | Bo Rune                               | 7,35       |
| Trójskok              | Luis Felipe Areta          | 16,27      | Börje Johansson          | 15,07      | Björn-Erik Öberg                      | 14,77      |
| Pchnięcie kulą        | Jay Silvester              | 19,95      | Al Feuerbach             | 19,78      | Anders Arrhenius                      | 18,50      |
| Rzut dyskiem          | Jay Silvester              | 65,56      | Géza Fejér               | 64,78      | Gary Ordway                           | 59,82      |
| Rzut oszczepem        | Gergely Kulcsár            | 83,45      | Hannu Siitonen           | 79,34      | Zygmunt Jałoszyński                   | 79,06      |

### Kobiety
| Konkurencja | 1. miejsce         | 1. miejsce | 2. miejsce        | 2. miejsce | 3. miejsce          | 3. miejsce |
| ----------- | ------------------ | ---------- | ----------------- | ---------- | ------------------- | ---------- |
| 400 m       | Elisabeth Randertz | 54,9       | Birgitta Larsson  | 55,2       | Elisabeth Östberg   | 55,4       |
| 800 m       | Vera Nikolić       | 2:02,4     | Elisabeth Östberg | 2:08,5     | Lena Sjöstedt       | 2:11,3     |
| Skok wzwyż  | Solveigh Langkilde | 1,77       | Linda Hedmark     | 1,74       | Margareta Bergqvist | 1,68       |